# УСТ Запоріжжя (Ашаффенбург)
УСТ «Запоріжжя» (Українське Спортове Товариство «Запоріжжя») — українське спортивне товариство з німецького міста Ашаффенбург.

## Історія

Емблема УСК «Запоріжжя» Ашаффенбург

Товариство виникло 6 червня 1946 року внаслідок об'єднання і товариств і товариство «Січ» (діяло в українському таборі Ляґарде Касерне в Ашаффенбурзі) і «Зоря»  (діяло в Швайнфурті, у травні 1945 року українців звідти переселили до Піонір Касерне в Ашаффенбурзі). В обох таборах було понад 3.000 чоловік, у товаристві — 267 членів. 
Навесні 1947 року до «Запоріжжя» приєдналися спортсмени УСТ «Луг» (Айхштедт), табір яких ще восени 1946 року перевезено до Ашаффенбургу, до Боа Брюле Касерне.
На зборах 24 липня 1948 року обидва ашаффенбурзькі товариства «Запоріжжя» та «Пролом» об'єдналися в одне під назвою УСТ (Ашаффенбург).

## Секції
Діяльними були секції:
- волейбол жінок — розіграли 6 ігор, 
- волейбол чоловіків — 38 змагань,
- легка атлетика — Дні Фізичної культури в 1948 і 1949 роках та участь в Дні Українського Спортовця і в марші у роковини Базару (110 осіб). Здобула 105 Відзнак Фізичної Вправності, 
- футбол — в обласній лізі з чужинцями провела 94 ігор, «Запоріжжя» (Ашаффенбург) було одним із сильніших товариств у своїй окрузі,
- бокс  — проводила лише тренування, єдиний Семенюк став до змагань,
- туризм  — 3 прогулки,
- шахи — 12 змагань, 6 симультантів і 3 гри насліпо майстра Олександра Селезніва. Участь в усіх обласних турнірах і участь змагунів у збірній українців Ашаффенбурзі в міждіпівському турнірі в січні 1948 року. Секція організувала в лютому 1948 року зустріч Селезніва з польським майстром Ягельським (нічия),
- настільний теніс — коло якої зосереджувалася діяльність товариства. Ланка розіграла 41 поважних змагань та урядила турніри: 2 обласні і зональний індивід, і 3 міждіпівські. У міждіпівському турнірі у Фрайбурзі (французька зона) зайняла 1-е місце. В зональному турнірі в 1947 року зайняла 3-є місце, а 1949 року в категорії юніорів 1-е місце, а дорослих — 3-є.